# Diada castellera de Firagost

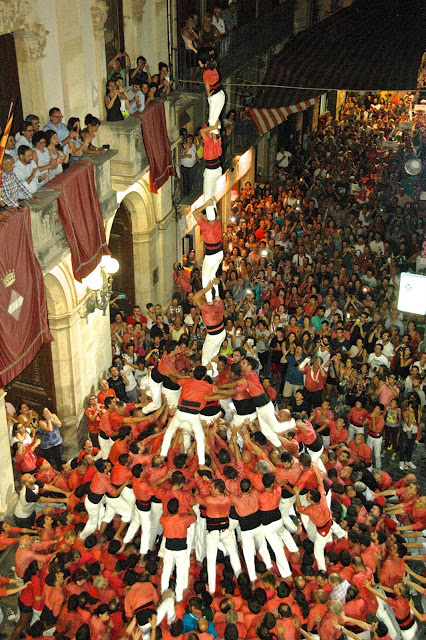
4 de 9 amb folre i pilar, Firagost 2015, Colla Vella

La diada castellera de Firagost se celebra a la plaça del Blat de Valls, KM0 del món casteller, el primer dimecres d'agost. La diada castellera és la cloenda de la Fira del Camp Català - Firagost que se celebra a Valls el primer dimecres d'agost i el dia anterior.
La primera actuació de les dues colles vallenques va ser a la Firagost de l'any 1956. Des de llavors, la presència castellera està documentada de manera intermitent a la fira, tot i que la majoria d'anys hi actua alguna colla. És a partir de l'inici de la dècada dels anys 80 quan la diada agafa més volada.
A la diada castellera de Firagost s'hi han vist diversos castells de gamma extra com el 3 de 8 aixecat per baix, el 2 de 9 amb folre i manilles, el 4 de 9 amb folre i pilar o el pilar de 8 amb folre i manilles, tots descarregats per la Colla Vella. La Colla Joves hi ha intentat castells de la gamma extra en dues ocasions, el 4 de 9 sense folre l'any 2000 i el dos de nou amb folre i manilles l'any 2014, però ambdós van quedar en intent.
La millor actuació a la Firagost la va realitzar la Colla Vella l'any 2016 quan va descarregar el 4 de 9 amb folre i pilar, el 3 de 10 amb folre i manilles, el 5 de 9 amb folre i el pilar de 8 amb folre i manilles.

## Castells assolits a la diada de Firagost (1956-2019)[1]
Fins a l'any 2019 a la diada castellera de la Firagost s'han intentat 54 castells de 9 o superiors.
| Any  | Colla Vella dels Xiquets de Valls              | Colla Joves Xiquets de Valls       |
| ---- | ---------------------------------------------- | ---------------------------------- |
| 1956 | 2de7, 3de7, p5, p4                             | 4de6n, 2de6, i p5, p5, p4          |
| 1957 | -                                              | -                                  |
| 1958 | -                                              | -                                  |
| 1959 | -                                              | -                                  |
| 1960 | -                                              | -                                  |
| 1961 | Castells no documentats                        | -                                  |
| 1962 | 2de6, 3de7, 4de7, p5                           | -                                  |
| 1963 | Castells no documentats                        | -                                  |
| 1964 | -                                              | -                                  |
| 1965 | -                                              | -                                  |
| 1966 | -                                              | -                                  |
| 1967 | 4de7, 3de7, p5                                 | -                                  |
| 1968 | Castells no documentats                        | -                                  |
| 1969 | 2de7, 2de6, i p6                               | -                                  |
| 1970 | 2de7, 4de8 (c)                                 | -                                  |
| 1971 | 2de7, id 4de8, 4de8                            | -                                  |
| 1972 | -                                              | 4de7, 3de7, 2de6, p5               |
| 1973 | 4de8, 2de7                                     | -                                  |
| 1974 | -                                              | 3de7, 4de7p, 2de6, p5              |
| 1975 | 4de8, 2de7, 2p5                                | -                                  |
| 1976 | 2de7, 4de7, p5                                 | -                                  |
| 1977 | -                                              | -                                  |
| 1978 | -                                              | -                                  |
| 1979 | -                                              | -                                  |
| 1980 | -                                              | 4de8, 3de7, 2de7, 2de6, p5, p4     |
| 1981 | 4de8, i 3de8, 2de7, p5                         | 2de7, 4de8, 5de7, p5               |
| 1982 | 3de8, 4de8, 2de7, p5pb, p5                     | 2de7, 4de8, 5de7, p5               |
| 1983 | 3de8, 4de8, 2de7, p5pb, p5                     | 2de7, 4de8, 5de7, p5               |
| 1984 | 3de8 (c), 4de8 (c), 2de7, p5                   | 4de8, 3de8, 2de7, p5               |
| 1985 | 3de8, 4de8, 2de7, p5pb, p5                     | 4de8, 2de7, i 3de8, 5de7, p5       |
| 1986 | 3de8, 4de8, 2de7, p5                           | 3de8, 4de8, 2de7, p5               |
| 1987 | 3de8, 4de8, 2de7, 2p5                          | 3de8, 4de8, 2de7, p5               |
| 1988 | 3de8, 4de8, 2de7, p5pb                         | 3de8, 4de8, 2de7, p5               |
| 1989 | 3de8, 4de8, 2de7, 2p5                          | 3de8,4de8, 2de7, p5                |
| 1990 | 5de7, 2de7, 4de8, p5                           | 3de8, 4de8, 2de7, p5               |
| 1991 | 3de8, 4de8, 2de7, p5                           | 3de8, 4de8, 2de7, 2p5              |
| 1992 | 3de8 (c), 4de8, 2de7, p5                       | 3de8, 4de8, 2de7, p5               |
| 1993 | 2de8f, 3de8, 4de8, p5                          | 3de8, 4de8, 2de7, p5               |
| 1994 | 5de8, 2de8f, 3de8, 2p5                         | 2de8f, 3de8, 4de8, p5              |
| 1995 | 5de8, 2de8f, 3de8, 2p5                         | 2de8f, 3de8, 4de8, p5              |
| 1996 | 5de8, 2de8f, 4de8p (c), i p6, p5               | 3de8, 4de8, 2de7, p5               |
| 1997 | 5de8, 2de8f, 4de8p, p5                         | 2de8f, 3de8, 4de8, p6 (c)          |
| 1998 | id 3de9f, i 3de9f, 3de8, 5de8, 4de8p, 2p5      | 2id 4de8p, 3de8, id 4de8, 4de8, p5 |
| 1999 | 4de8p, 4de9f, 2de8f, p7f                       | 2de8f, 5de8, 4de8p (c), p5         |
| 2000 | 5de8, 3de9f, 4de9f, p7f                        | id 4de9sf, 5de8, 3de9f, 2de8f, 2p5 |
| 2001 | 4de9f, 3de8pb, 5de8, 3p5                       | 2de8f, id 3de9f, 4de8, 3de8, p5    |
| 2002 | 5de8, 3de9f, 4de9f, p6                         | 2de8f, id 3de9f, 3de8, 4de8, p5    |
| 2003 | 5de8, 3de9f, 4de9f, p7f, 3p5                   | 2de8f, 3de8, 4de8, 2p5             |
| 2004 | 2de8f, 4de8p (c), id 4de9f, i 4de9f, 3de8, 2p5 | 2de8f, 3de9f, 4de8, p6 (c)         |
| 2005 | 4de9f, 2de8f, id 5de8, 5de8, 4p5               | 5de8, 3de9f (c), 2de8f, 2p5        |
| 2006 | 4de8p, 3de9f, 2de8f, p6                        | 2de8f, 3de8, 4de8, 2p5             |
| 2007 | 3de9f, i 3de8pb, 2de8f, 4de8p, p6 (c)          | 3de8, 4de8, 2de7, 2p5              |
| 2008 | 5de8, 3de9f, 2de8f, p6                         | 5de8, 3de9f (c), 4de8, p5          |
| 2009 | 5de8, 4de9f, i 3de9f, 3de8, 2p5                | 5de8, 3de9f, 2de8f, p6 (c)         |
| 2010 | 3de9f, 4de8p, 2de8f, p6 (c), 2p5               | 3de8, 4de8, 5de8, 2p5              |
| 2011 | 3de9f, 4de9f, 5de8, 3p5                        | 2de8f, 3de8, 4de8, 2p5             |
| 2012 | 5de8, 3de9f, 4de9f (c), p7f                    | 5de8, 3de9f, 7de8, 2p5             |
| 2013 | 3de9f, 2de9fm, 4de9f, p7f                      | 3de9f, 4de9f, 5de8, 3p5            |
| 2014 | 3de9f, 4de9f, 5de8, 3p5                        | 4de9f, id 2de9fm, 3de8, p5         |
| 2015 | 3de9f, 2de9fm, 4de9fp, p8fm                    | 3de9f, 4de9f, 7de8, p5             |
| 2016 | 4d9fp7, 3d10fm, 5d9f, pd8fm                    | 3d9f, id 2d9fm, 2d8f, 4d9f (c), p5 |
| 2017 | 5de9f, 2id 4d9sf, 3d9f, p7f                    | 3d9f, 4d9f, 4d8p, p7f              |
| 2018 | 5d9f, 3d10fm (c), 4d9fp, p7f                   | 3d9f, 2d8sf, 4d9f(c), p5           |
| 2019 | 5d9f, 4d9fp, 2d9fm, p7f                        | 3d9f, 4d9f, 3d8p, id p8fm, p7f     |

L'any 1972 els Castellers de Barcelona van actuar a la paça del Blat, convertint-se així en l'única colla de fora vila que ho ha fet exceptuant les Festes Decennals. A la diada de Firagost d'aquest any hi van descarregar el 3 de 7, el 4 de 7, el 2 de 6 i el pilar de 5.
L'any 1985 i 1986 els Xiquets de la Vila d'Alcover també van actuar a la Firagost, però no a la diada de la plaça del Blat. L'any 1985 van descarregar el quatre de sis amb el pilar, el cinc de sis, el dos de sis, el pilar de quatre i un pilar de quatre aixecat per baix. L'any següent hi van descarregar el dos de sis i el pilar de cinc, mentre que el quatre de set i el cinc de sis els va quedar en intent.
L'any 1988 els Xicots de Valls hi van realitzar un pilar de 4. L'any següent, darrer any d'existència de la colla, hi van descarregar el tres de sis, el dos de sis (després d'un intent desmuntat), el quatre de sis i el pilar de cinc.

## Castells de 9 i superiors a la diada de Firagost[1]
| Resultat              |
| --------------------- |
| Descarregat (D)       |
| Carregat (C)          |
| Intent (I)            |
| Intent desmuntat (ID) |

|        | Colla Vella dels Xiquets de Valls | Colla Vella dels Xiquets de Valls | Colla Vella dels Xiquets de Valls | Colla Vella dels Xiquets de Valls | Colla Joves Xiquets de Valls | Colla Joves Xiquets de Valls | Colla Joves Xiquets de Valls | Colla Joves Xiquets de Valls |
| ------ | --------------------------------- | --------------------------------- | --------------------------------- | --------------------------------- | ---------------------------- | ---------------------------- | ---------------------------- | ---------------------------- |
|        | D                                 | C                                 | I                                 | ID                                | D                            | C                            | I                            | ID                           |
| 3d10fm | 1                                 | 1                                 | 0                                 | 0                                 | 0                            | 0                            | 0                            | 0                            |
| 2d8sf  | 0                                 | 0                                 | 0                                 | 0                                 | 1                            | 0                            | 0                            | 0                            |
| 4de9sf | 0                                 | 0                                 | 0                                 | 2                                 | 0                            | 0                            | 0                            | 1                            |
| 4de9fp | 4                                 | 0                                 | 0                                 | 0                                 | 0                            | 0                            | 0                            | 0                            |
| 5d9f   | 4                                 | 0                                 | 0                                 | 0                                 | 0                            | 0                            | 0                            | 0                            |
| p8fm   | 2                                 | 0                                 | 0                                 | 0                                 | 0                            | 0                            | 0                            | 1                            |
| 2de9fm | 3                                 | 0                                 | 0                                 | 0                                 | 0                            | 0                            | 0                            | 3                            |
| 3de8pb | 1                                 | 0                                 | 1                                 | 0                                 | 0                            | 0                            | 0                            | 0                            |
| 3de9f  | 13                                | 0                                 | 2                                 | 1                                 | 10                           | 2                            | 0                            | 2                            |
| 4de9f  | 10                                | 1                                 | 1                                 | 1                                 | 5                            | 2                            | 0                            | 0                            |